# Donneville
Donneville est une commune française située dans le nord-est du département de la Haute-Garonne, en région Occitanie. Sur le plan historique et culturel, la commune est dans le Lauragais, l'ancien « Pays de Cocagne », lié à la fois à la culture du pastel et à l’abondance des productions, et de « grenier à blé du Languedoc ».
Exposée à un climat océanique altéré, elle est drainée par le canal du Midi, l'Hers-Mort, le ruisseau des Rosiers. La commune possède un patrimoine naturel remarquable composé d'une zone naturelle d'intérêt écologique, faunistique et floristique.
Donneville est une commune rurale qui compte 1 138 habitants en 2022, après avoir connu une forte hausse de la population depuis 1975. Elle fait partie de l'aire d'attraction de Toulouse. Ses habitants sont appelés les Donnevillois ou  Donnevilloises.
Le patrimoine architectural de la commune comprend un immeuble protégé au titre des monuments historiques : l'église Saint-Pierre-et-Saint-Paul, classée en 1993.

## Géographie

### Localisation
La commune de Donneville se trouve dans le département de la Haute-Garonne, en région Occitanie.
Elle se situe à 17 km à vol d'oiseau de Toulouse, préfecture du département, et à 5 km d'Escalquens, bureau centralisateur du canton d'Escalquens dont dépend la commune depuis 2015 pour les élections départementales.
La commune fait en outre partie du bassin de vie de Toulouse.
Les communes les plus proches sont : 
Deyme (1,9 km), Montlaur (2,5 km), Montgiscard (2,6 km), Montbrun-Lauragais (2,9 km), Pompertuzat (3,3 km), Belbèze-de-Lauragais (3,6 km), Corronsac (4,1 km), Belberaud (4,2 km).
Sur le plan historique et culturel, Donneville fait partie du pays toulousain, une ceinture de plaines fertiles entrecoupées de bosquets d'arbres, aux molles collines semées de fermes en briques roses, inéluctablement grignotée par l'urbanisme des banlieues.
Donneville est limitrophe de cinq autres communes.
Les communes limitrophes sont  Deyme, Montbrun-Lauragais, Montgiscard et Montlaur.
| Deyme              |            | Montlaur    |
|                    | Donneville |             |
| Montbrun-Lauragais |            | Montgiscard |

### Géologie et relief
La superficie de la commune est de 267 hectares ; son altitude varie de 153  à   236 mètres.

### Hydrographie

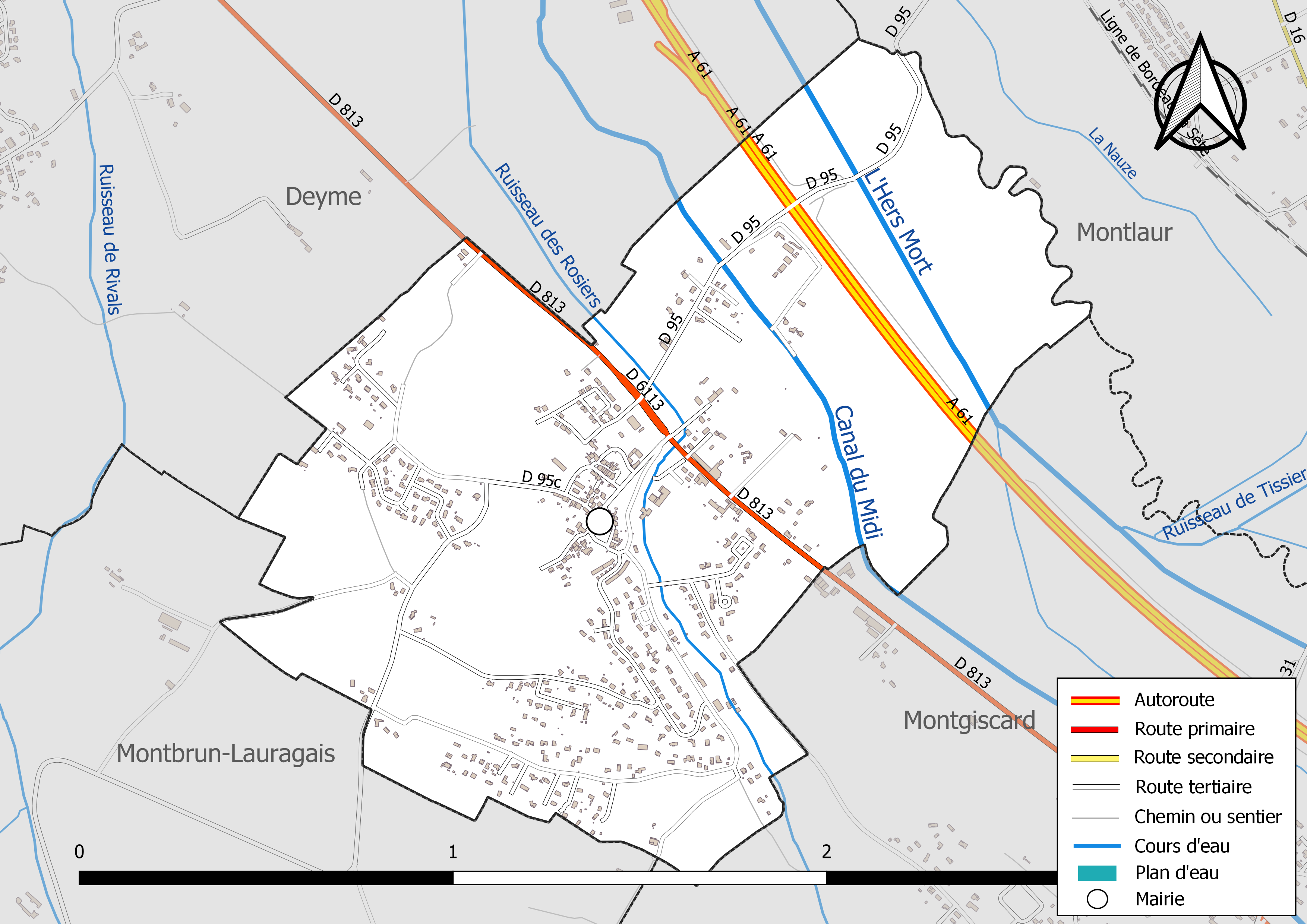
Réseaux hydrographique et routier de Donneville.

La commune est dans le bassin de la Garonne, au sein du bassin hydrographique Adour-Garonne. Elle est drainée par le canal du Midi, l'Hers-Mort et le ruisseau des Rosiers, constituant un réseau hydrographique de 4 km de longueur totale,.
Le canal du Midi, d'une longueur totale de 239,8 km, est un canal de navigation à bief de partage qui relie Toulouse à la mer Méditerranée depuis le xviie siècle.
L'Hers-Mort, d'une longueur totale de 89,3 km, prend sa source dans la commune de Laurac (11) et s'écoule du sud-est vers le nord-ouest. Il traverse la commune et se jette dans la Garonne à Grenade, après avoir traversé 40 communes.

### Climat
Pour des articles plus généraux, voir Climat de l'Occitanie et Climat de la Haute-Garonne.
En 2010, le climat de la commune est de type climat du Bassin du Sud-Ouest, selon une étude s'appuyant sur une série de données couvrant la période 1971-2000. En 2020, Météo-France publie une typologie des climats de la France métropolitaine dans laquelle la commune est exposée à un climat océanique altéré et est dans la région climatique Aquitaine, Gascogne, caractérisée par une pluviométrie abondante au printemps, modérée en automne, un faible ensoleillement au printemps, un été chaud (19,5 °C), des vents faibles, des brouillards fréquents en automne et en hiver et des orages fréquents en été (15 à 20 jours).
Pour la période 1971-2000, la température annuelle moyenne est de 13,4 °C, avec une amplitude thermique annuelle de 15,9 °C. Le cumul annuel moyen de précipitations est de 747 mm, avec 9,3 jours de précipitations en janvier et 5,4 jours en juillet. Pour la période 1991-2020, la température moyenne annuelle observée sur la station météorologique la plus proche, située sur la commune de Ségreville à 16 km à vol d'oiseau, est de 13,4 °C et le cumul annuel moyen de précipitations est de 747,6 mm,. Pour l'avenir, les paramètres climatiques de la commune estimés pour 2050 selon différents scénarios d'émission de gaz à effet de serre sont consultables sur un site dédié publié par Météo-France en novembre 2022.

### Milieux naturels et biodiversité

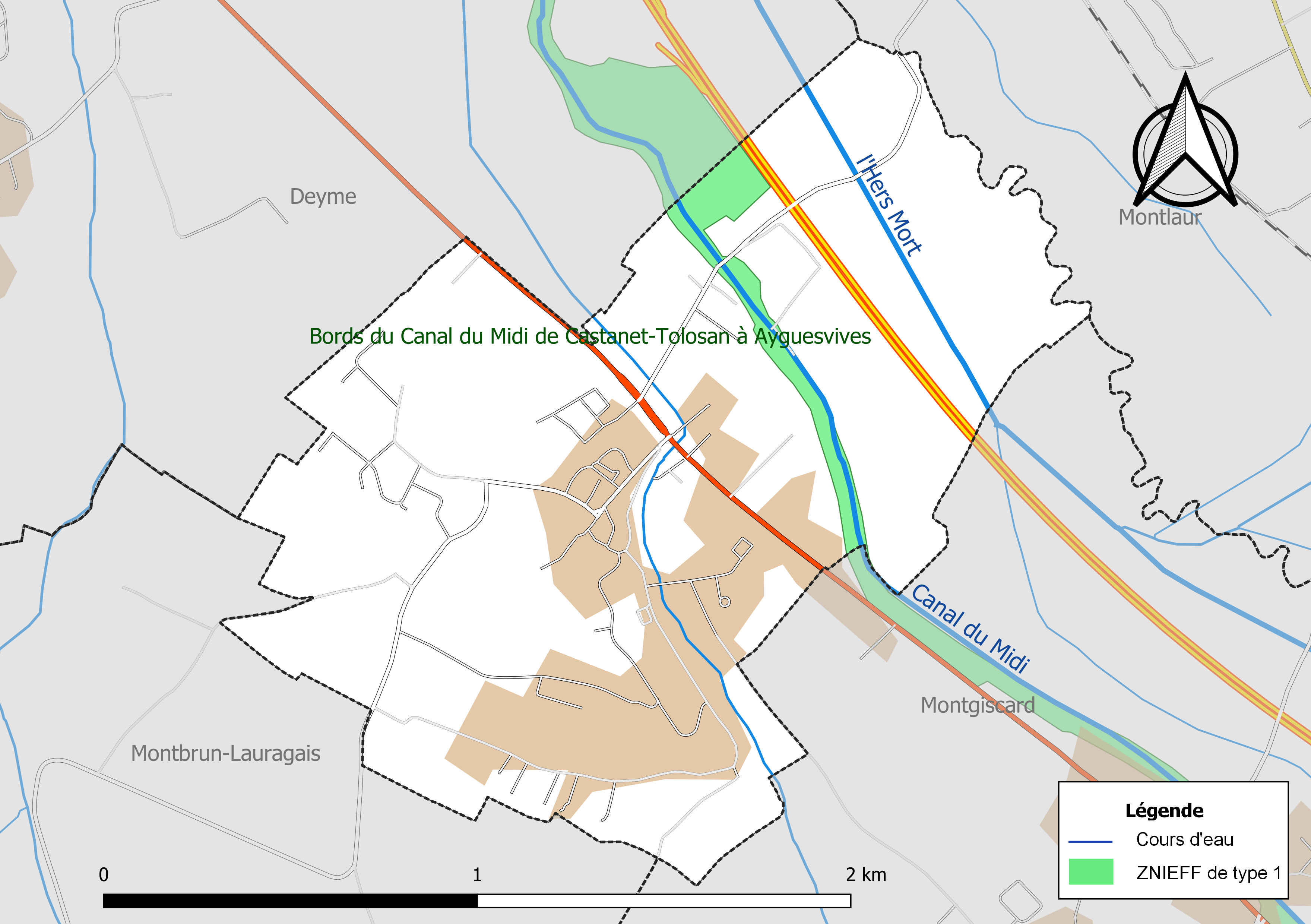
Carte de la ZNIEFF de type 1 localisée sur la commune.

L’inventaire des zones naturelles d'intérêt écologique, faunistique et floristique (ZNIEFF) a pour objectif de réaliser une couverture des zones les plus intéressantes sur le plan écologique, essentiellement dans la perspective d’améliorer la connaissance du patrimoine naturel national et de fournir aux différents décideurs un outil d’aide à la prise en compte de l’environnement dans l’aménagement du territoire.
Une ZNIEFF de type 1 est recensée sur la commune :
les « bords du Canal du Midi de Castanet-Tolosan à Ayguesvives » (77 ha), couvrant 7 communes du département.

## Urbanisme

### Typologie
Au 1er janvier 2024, Donneville est catégorisée commune rurale à habitat dispersé, selon la nouvelle grille communale de densité à sept niveaux définie par l'Insee en 2022.
Elle est située hors unité urbaine. Par ailleurs la commune fait partie de l'aire d'attraction de Toulouse, dont elle est une commune de la couronne,. Cette aire, qui regroupe 527 communes, est catégorisée dans les aires de 700 000 habitants ou plus (hors Paris),.

### Occupation des sols
L'occupation des sols de la commune, telle qu'elle ressort de la base de données européenne d’occupation biophysique des sols Corine Land Cover (CLC), est marquée par l'importance des territoires agricoles (77,8 % en 2018), en diminution par rapport à 1990 (80,6 %). La répartition détaillée en 2018 est la suivante : 
terres arables (42,9 %), zones agricoles hétérogènes (34,8 %), zones urbanisées (22,2 %). L'évolution de l’occupation des sols de la commune et de ses infrastructures peut être observée sur les différentes représentations cartographiques du territoire : la carte de Cassini (XVIIIe siècle), la carte d'état-major (1820-1866) et les cartes ou photos aériennes de l'IGN pour la période actuelle (1950 à aujourd'hui).

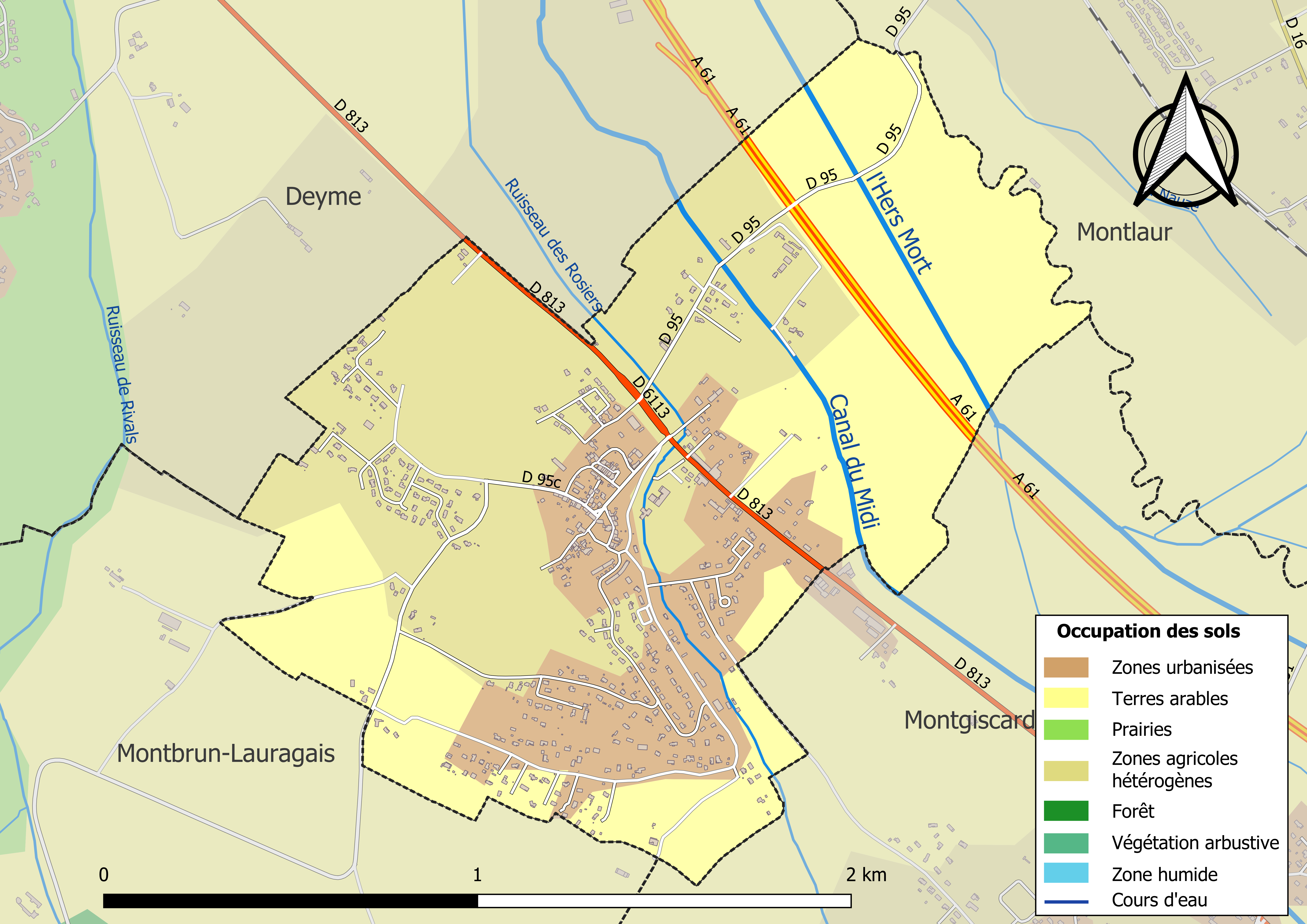
Carte des infrastructures et de l'occupation des sols de la commune en 2018 (CLC).

### Voies de communication et transports
Accès par la route départementale 813 ancienne route nationale 113. La commune est traversée par l'autoroute A61.
La ligne 205 du réseau Tisséo relie la commune à Castanet-Tolosan, permettant des correspondances avec la ligne de bus à haut niveau de service Linéo L6 en direction de la station Ramonville du métro de Toulouse ; la ligne 350 du réseau Arc-en-Ciel permet de rejoindre la gare routière de Toulouse depuis Villefranche-de-Lauragais via la commune ; la ligne 383 permet de rejoindre également la gare routière de Toulouse depuis Salles-sur-l'Hers via la commune.

### Risques majeurs
Le territoire de la commune de Donneville est vulnérable à différents aléas naturels : météorologiques (tempête, orage, neige, grand froid, canicule ou sécheresse), inondations et séisme (sismicité très faible). Il est également exposé à un risque technologique, la rupture d'un barrage. Un site publié par le BRGM permet d'évaluer simplement et rapidement les risques d'un bien localisé soit par son adresse soit par le numéro de sa parcelle.

#### Risques naturels
Certaines parties du territoire communal sont susceptibles d’être affectées par le risque d’inondation par débordement de cours d'eau, notamment l'Hers-Mort. La commune a été reconnue en état de catastrophe naturelle au titre des dommages causés par les inondations et coulées de boue survenues en 1982, 1983, 1991, 1992, 1999, 2009 et 2022,.

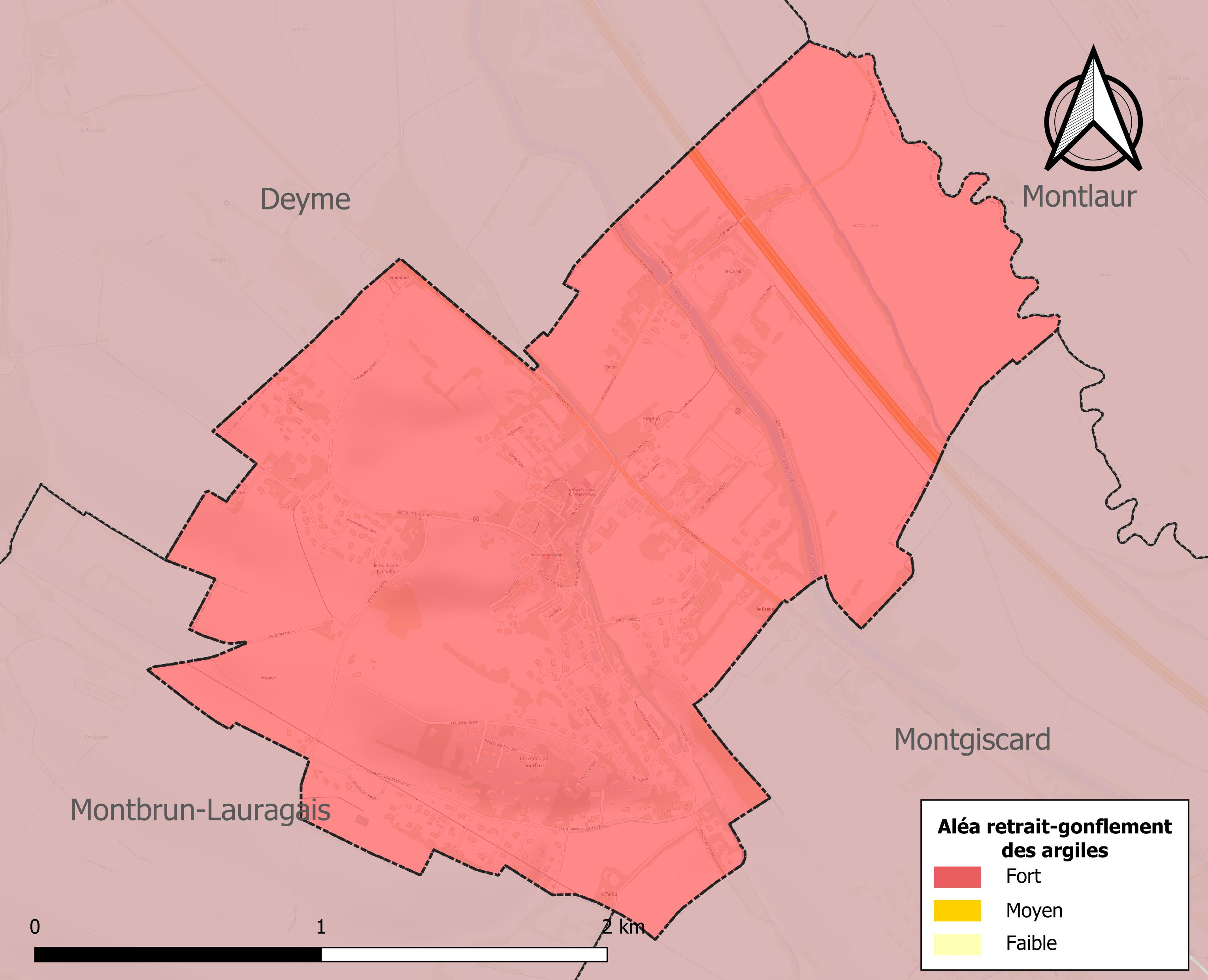
Carte des zones d'aléa retrait-gonflement des sols argileux de Donneville.

Le retrait-gonflement des sols argileux est susceptible d'engendrer des dommages importants aux bâtiments en cas d’alternance de périodes de sécheresse et de pluie. La totalité de la commune est en aléa moyen ou fort (88,8 % au niveau départemental et 48,5 % au niveau national). Sur les 385 bâtiments dénombrés sur la commune en 2019, 385 sont en aléa moyen ou fort, soit 100 %, à comparer aux 98 % au niveau départemental et 54 % au niveau national. Une cartographie de l'exposition du territoire national au retrait gonflement des sols argileux est disponible sur le site du BRGM,.
Par ailleurs, afin de mieux appréhender le risque d’affaissement de terrain, l'inventaire national des cavités souterraines permet de localiser celles situées sur la commune.
Concernant les mouvements de terrains, la commune a été reconnue en état de catastrophe naturelle au titre des dommages causés par la sécheresse en 1998, 2003, 2012 et 2016 et par des mouvements de terrain en 1983 et 1999.

#### Risques technologiques
La commune est en outre située en aval du barrage de l'Estrade sur la Ganguise (département de l'Aude). À ce titre elle est susceptible d’être touchée par l’onde de submersion consécutive à la rupture de cet ouvrage.

## Histoire
Le seigneur de Donneville était primitivement l'archevêque de Toulouse à qui tout habitant devait fournir une charge de bois portée en son palais à la Saint Thomas de chaque année, à titre de fouage. Au XVIe siècle la seigneurie passa en mains laïques et le fouage transformé en une redevance de 20 sols (arrêt du Parlement de Toulouse du 28 juin 1595) On connaît les noms de quelques seigneurs (ou co-seigneurs) :
- 1595 : François-Etienne de Garraud, chevalier
- 1688 : Jean-Jacques de Géraud, chevalier, conseiller du roi
- 1712 : le Maréchal d'Allègre
- 1760 : Françoise de Carrière seigneuresse, épouse de François de Bruès Souvinargue, co-seigneur de Deyme.
- 1761 : Jean-Jacques Hyacinthe Bellomayre ancien consul de la Bourse de Toulouse (registres de Bussac notaire)
- 1784 : M. Derrey de Roqueville (procès contre le précédent)

### Héraldique
| Donneville | Son blasonnement est : D'azur à la croix cléché et pommetée de douze pièces d'or remplie de gueules et accompagnée de deux épis de blé aussi d'or à la tige recourbée vers la pointe. |

## Politique et administration

### Administration municipale
Le nombre d'habitants au recensement de 2017 étant compris entre 500 habitants et 1 499 habitants, le nombre de membres du conseil municipal pour l'élection de 2020 est de quinze,.

### Rattachements administratifs et électoraux
Commune faisant partie de la dixième circonscription de la Haute-Garonne, du Sicoval et du canton d'Escalquens (avant le redécoupage départemental de 2014, Donneville faisait partie de l'ex-canton de Montgiscard).

### Liste des maires
| Période                                  | Période      | Identité           | Étiquette | Qualité |
| ---------------------------------------- | ------------ | ------------------ | --------- | --- |
| Les données manquantes sont à compléter. |              |                    |           | |
| 1940                                     | ?            | M. Roux            | ?         | Président de la délégation spéciale à la suite de la dissolution du conseil municipal                                                                   |
| ?                                        | 1986         | M. Gantet          |           | Instituteur et directeur d'école à Donneville |
| 1986                                     | 1989         | Daniel Poumirol    | PS        | |
| mars 1989                                | avril 2014   | Émilienne Poumirol | PS        | Médecin généraliste, députée de 2012 à 2014 (Suppléante du député Kader Arif, nommé secrétaire d'État chargé des Anciens combattants et de la Mémoire). |
| avril 2014                               | mai 2020     | Bernard Duquesnoy  | PS        | Retraité de l'enseignement |
| mai 2020                                 | octobre 2020 | Émilienne Poumirol | PS        | Retraitée de la médecine Conseillère départementale du canton d'Escalquens (depuis 2015) Présidente du Conseil d'administration du SDIS 31              |
| novembre 2020                            | En cours     | Bernard Crouzil    | PS        | |

## Population et société

### Démographie
L'évolution du nombre d'habitants est connue à travers les recensements de la population effectués dans la commune depuis 1793. Pour les communes de moins de 10 000 habitants, une enquête de recensement portant sur toute la population est réalisée tous les cinq ans, les populations de référence des années intermédiaires étant quant à elles estimées par interpolation ou extrapolation. Pour la commune, le premier recensement exhaustif entrant dans le cadre du nouveau dispositif a été réalisé en 2005.

En 2022, la commune comptait 1 138 habitants, en évolution de +11,57 % par rapport à 2016 (Haute-Garonne : +8,02 %, France hors Mayotte : +2,11 %).
| 1793 | 1800 | 1806 | 1821 | 1831 | 1836 | 1841 | 1846 | 1851 |
| ---- | ---- | ---- | ---- | ---- | ---- | ---- | ---- | ---- |
| 266  | 297  | 320  | 313  | 277  | 333  | 285  | 312  | 295  |

| 1856 | 1861 | 1866 | 1872 | 1876 | 1881 | 1886 | 1891 | 1896 |
| ---- | ---- | ---- | ---- | ---- | ---- | ---- | ---- | ---- |
| 296  | 296  | 280  | 256  | 243  | 229  | 221  | 212  | 202  |

| 1901 | 1906 | 1911 | 1921 | 1926 | 1931 | 1936 | 1946 | 1954 |
| ---- | ---- | ---- | ---- | ---- | ---- | ---- | ---- | ---- |
| 185  | 195  | 200  | 167  | 179  | 191  | 182  | 164  | 187  |

| 1962 | 1968 | 1975 | 1982 | 1990 | 1999 | 2005  | 2006  | 2010  |
| ---- | ---- | ---- | ---- | ---- | ---- | ----- | ----- | ----- |
| 213  | 305  | 378  | 615  | 682  | 781  | 1 017 | 1 037 | 1 033 |

| 2015  | 2020  | 2022  | - | - | - | - | - | - |
| ----- | ----- | ----- | - | - | - | - | - | - |
| 1 030 | 1 117 | 1 138 | - | - | - | - | - | - |

| selon la population municipale des années : | 1968 | 1975 | 1982 | 1990 | 1999 | 2006 | 2009 | 2013 |
| Rang de la commune dans le département      | 225  | 215  | 165  | 167  | 162  | 146  | 155  | 159  |
| Nombre de communes du département           | 592  | 582  | 586  | 588  | 588  | 588  | 589  | 589  |

### Enseignement
Donneville fait partie de l'académie de Toulouse.
L'éducation est assurée sur la commune par une école primaire (école maternelle et élémentaire).

### Culture et festivité
FESTO (rencontre d'espéranto), salle des fêtes,

### Activités sportives
Chasse, pétanque, randonnée pédestre, tennis, football, centre équestre,

### Écologie et recyclage
La collecte et le traitement des déchets des ménages et des déchets assimilés ainsi que la protection et la mise en valeur de l'environnement se font dans le cadre du Sicoval.

## Économie

### Revenus
En 2018  (données Insee publiées en septembre 2021), la commune compte 408 ménages fiscaux, regroupant 1 055 personnes. La médiane du revenu disponible par unité de consommation est de 26 090 € (23 140 € dans le département).

### Emploi
|                | 2008  | 2013  | 2018  |
| -------------- | ----- | ----- | ----- |
| Commune        | 3,9 % | 5,3 % | 4,8 % |
| Département    | 7,7 % | 9,6 % | 9,3 % |
| France entière | 8,3 % | 10 %  | 10 %  |

En 2018, la population âgée de 15 à 64 ans s'élève à 682 personnes, parmi lesquelles on compte 79 % d'actifs (74,2 % ayant un emploi et 4,8 % de chômeurs) et 21 % d'inactifs,. Depuis 2008, le taux de chômage communal (au sens du recensement) des 15-64 ans est inférieur à celui de la France et du département.
La commune fait partie de la couronne de l'aire d'attraction de Toulouse, du fait qu'au moins 15 % des actifs travaillent dans le pôle,. Elle compte 165 emplois en 2018, contre 165 en 2013 et 150 en 2008. Le nombre d'actifs ayant un emploi résidant dans la commune est de 513, soit un indicateur de concentration d'emploi de 32,1 % et un taux d'activité parmi les 15 ans ou plus de 64,1 %.
Sur ces 513 actifs de 15 ans ou plus ayant un emploi, 61 travaillent dans la commune, soit 12 % des habitants. Pour se rendre au travail, 88,7 % des habitants utilisent un véhicule personnel ou de fonction à quatre roues, 2,6 % les transports en commun, 4,6 % s'y rendent en deux-roues, à vélo ou à pied et 4,2 % n'ont pas besoin de transport (travail au domicile).

### Activités hors agriculture

#### Secteurs d'activités
93 établissements sont implantés  à Donneville au 31 décembre 2019. Le tableau ci-dessous en détaille le nombre par secteur d'activité et compare les ratios avec ceux du département,.
| Secteur d'activité                                                                                        | Commune | Commune | Département |
| Secteur d'activité                                                                                        | Nombre  | %       | %           |
| --- | ------- | ------- | ----------- |
| Ensemble                                                                                                  | 93      | 100 %   | (100 %)     |
| Industrie manufacturière, industries extractives et autres                                                | 5       | 5,4 %   | (5,7 %)     |
| Construction                                                                                              | 8       | 8,6 %   | (12 %)      |
| Commerce de gros et de détail, transports, hébergement et restauration                                    | 22      | 23,7 %  | (25,9 %)    |
| Information et communication                                                                              | 6       | 6,5 %   | (4,1 %)     |
| Activités financières et d'assurance                                                                      | 2       | 2,2 %   | (3,8 %)     |
| Activités immobilières                                                                                    | 3       | 3,2 %   | (4,2 %)     |
| Activités spécialisées, scientifiques et techniques et activités de services administratifs et de soutien | 17      | 18,3 %  | (19,8 %)    |
| Administration publique, enseignement, santé humaine et action sociale                                    | 18      | 19,4 %  | (16,6 %)    |
| Autres activités de services                                                                              | 12      | 12,9 %  | (7,9 %)     |

Le secteur du commerce de gros et de détail, des transports, de l'hébergement et de la restauration est prépondérant sur la commune puisqu'il représente 23,7 % du nombre total d'établissements de la commune (22 sur les 93 entreprises implantées  à Donneville), contre 25,9 % au niveau départemental.

#### Entreprises et commerces
Les cinq entreprises ayant leur siège social sur le territoire communal qui génèrent le plus de chiffre d'affaires en 2020 sont : 
- Transports Oswald Massat, transports routiers de fret de proximité (1 188 k€)
- Motel L'enclos, restauration traditionnelle (1 008 k€)
- Transports Francis Massat - TFM, transports routiers de fret interurbains (554 k€)
- SARL Fontbazi, travaux de charpente (494 k€)
- Travaux Publics Toulousains - TPT, travaux de terrassement courants et travaux préparatoires (475 k€)

### Agriculture
|               | 1988 | 2000 | 2010 | 2020 |
| ------------- | ---- | ---- | ---- | ---- |
| Exploitations | 10   | 6    | 3    | 2    |
| SAU (ha)      | 137  | 101  | 94   | 87   |

La commune est dans le Lauragais, une petite région agricole occupant le nord-est du département de la Haute-Garonne, dont les coteaux portent des grandes cultures en sec avec une dominante blé dur et tournesol. En 2020, l'orientation technico-économique de l'agriculture  sur la commune est la polyculture et/ou le polyélevage. Deux exploitations agricoles ayant leur siège dans la commune sont dénombrées lors du recensement agricole de 2020 (dix en 1988). La superficie agricole utilisée est de 87 ha,,.

## Culture locale et patrimoine

### Lieux et monuments

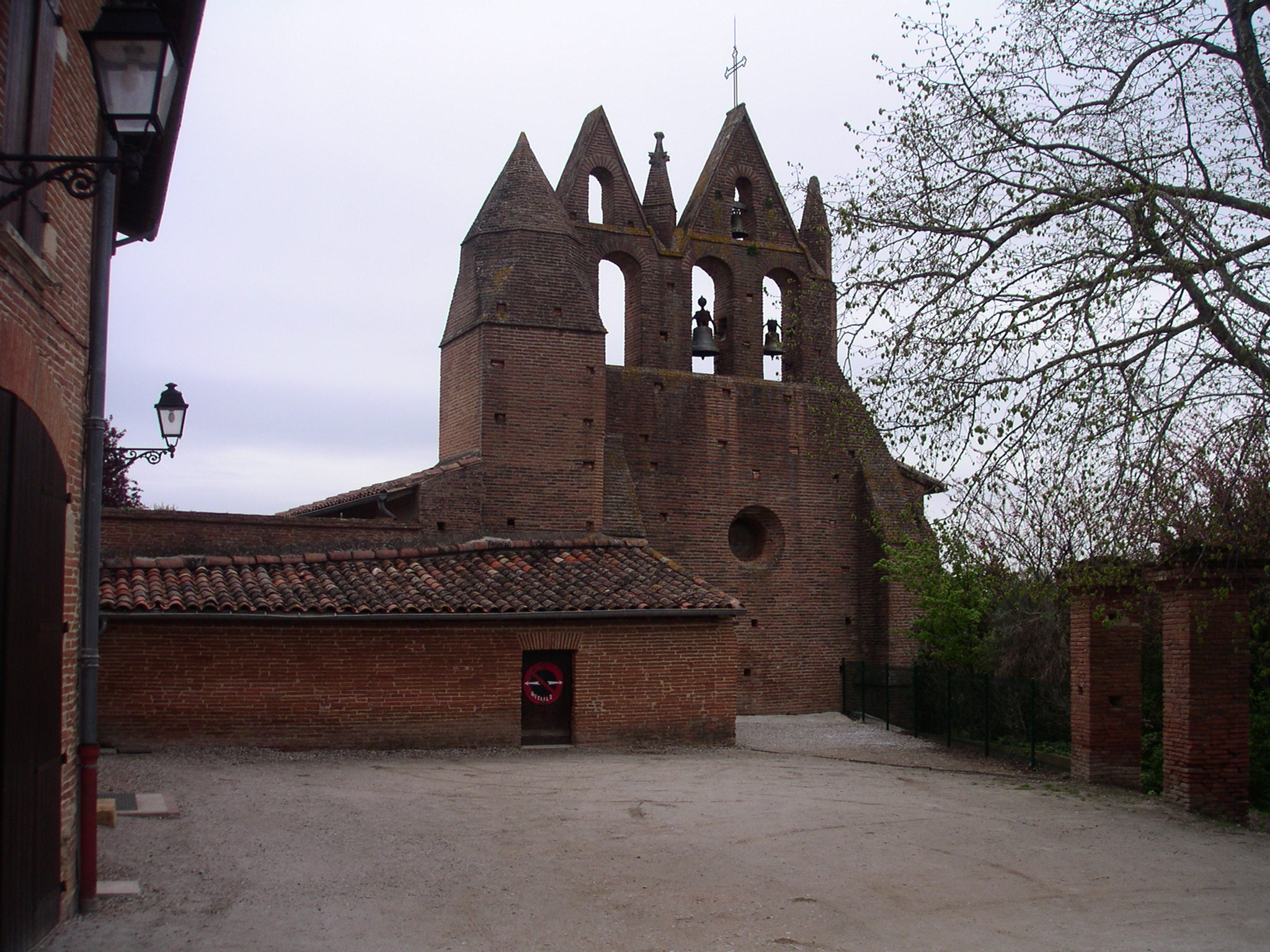
L'église Saint-Pierre-et-Saint-Paul

- Église Saint-Pierre-et-Saint-Paul de Donneville, l'église et son clocher-mur sont classés au titre des monuments historiques en 1993.

### Personnalités liées à la commune
- Floréal Martorell

## Pour approfondir